# Francisco López Contardo
Pour les articles homonymes, voir Francisco López et López.
Francisco López Contardo, surnommé Chaleco, né le 15 septembre 1975 à Teno (Chili), est un pilote de rallye-raid, de motocross et d'enduro chilien.
Au Rallye Dakar, en moto, il a remporté une étape en 2009, trois en 2010, où il a terminé troisième du classement général, et une en 2011 et 2012.
En catégorie SSV, il remporte le Rallye Dakar en 2019 et 2021, et termine troisième en 2020.

## Palmarès

### Résultats au Paris-Dakar[6]
| Année | Catégorie                      | Constructeur | Position        | Victoires d'étape | Pilote               |
| ----- | ------------------------------ | ------------ | --------------- | ----------------- | -------------------- |
| 2007  | Moto                           | Honda        | Abd. (Étape 8)  | -                 |                      |
| 2009  | Moto                           | KTM          | Abd. (Étape 13) | 1                 |                      |
| 2010  | Moto                           | Aprilia      | 3e              | 3                 |                      |
| 2011  | Moto                           | Aprilia      | 4e              | 1                 |                      |
| 2012  | Moto                           | Aprilia      | Abd. (Étape 8)  | 1                 |                      |
| 2013  | Moto                           | KTM          | 3e              | 5                 |                      |
| 2014  | Moto                           | KTM          | Abd. (Étape 6)  | -                 |                      |
| 2019  | SxS                            | Can-Am       | 1er             | 4                 | Alvaro Quintanilla   |
| 2020  | SxS                            | Can-Am       | 3e              | 2                 | Juan Latrach Vinagre |
| 2021  | SxS                            | Can-Am       | 1er             | 6                 | Juan Latrach Vinagre |
| 2022  | Prototypes légers (Challenger) | Can-Am       | 1er             | -                 | Juan Latrach Vinagre |
| 2023  | Prototypes légers (Challenger) | Can-Am       | 5e              | 1                 | Juan Latrach Vinagre |
| 2024  | Challenger                     | Can-Am       | 4e              | 1                 | Juan Latrach Vinagre |
| 2025  | SSV                            | Can-Am       |                 |                   | Juan Latrach Vinagre |

## Autres
en moto
- Rallye d'Argentine 2006 : 3e
- Sardegna Rally Race (en) 2008 : 3e
- Rallye de Dubaï  2008 : 2e
- Rallye de Tunisie 2009 : 3e
- Rallye des Pharaons 2010 : 2e
- Rallye de Tunisie 2010 : vainqueur sur  Aprilia
- Rallye des Pharaons 2011 : 3e
- Desafío Ruta 40 2013 : 2e